# Tom McElwee
Thomas „Tom“ McElwee (irisch Tomás Mac Giolla Bhuidhe, * 30. November 1957 in Bellaghy im County Derry; † 8. August 1981 im Maze Prison) war ein Mitglied der IRA und Hungerstreikender.
Tom McElwee wurde wie sein Cousin Francis Hughes bereits recht früh in den Nordirland-Konflikt involviert. Beide traten der Fianna Éireann bei und beteiligten sich aktiv in einer zunächst von der Provisional Irish Republican Army (IRA) unabhängigen Gruppe an Anschlägen auf britische und loyalistische Truppen, bevor sie von der IRA rekrutiert wurden. 
1976 wurden er, sein Bruder Benedict und diverse andere Mitglieder der IRA bei der zu frühen Detonation eines mitgeführten Sprengsatzes in der Nähe von Ballymena verletzt, wobei McElwee sein rechtes Auge verlor. 
Als Folge dieses missglückten Anschlags wurden McElwee und die anderen verhaftet und für einen weiteren Sprengstoffanschlag in Ballymena verantwortlich gemacht, der sich am selben Tag ereignete und bei dem eine junge Protestantin starb. 
Das Urteil lautete schließlich auf lebenslange Haft, wurde jedoch später auf eine 20-jährige Gefängnisstrafe reduziert. 
Während seiner Inhaftierung nahm er zunächst am Blanket Protest teil und später auch ab dem 7. Juni 1981 an dem berühmten Hungerstreik von 1981, in dessen Folge er nach 62 Tagen ohne Nahrungsaufnahme im Alter von nur 23 Jahren starb.